# Yalavac
Yalavac är en ort i Azerbajdzjan.   Den ligger i distriktet İmişli Rayonu, i den centrala delen av landet, 170 km väster om huvudstaden Baku. Antalet invånare är 2 879.
Terrängen runt Yalavac är mycket platt. Närmaste större samhälle är Imishli, 2,4 km norr om Yalavac. 
Trakten runt Yalavac består till största delen av jordbruksmark. Runt Yalavac är det ganska tätbefolkat, med 58 invånare per kvadratkilometer.